# Emile Abraham
Pour les articles homonymes, voir Abraham (patronyme).
Ne doit pas être confondu avec Émile Abraham.
Emile Abraham est un coureur cycliste trinidadien, né le 28 avril 1974 à Scarborough.

## Palmarès
- 1999
  - 1re étape de la Vuelta a la Independencia Nacional
- 2000
  - 2e du Tour de Martinique
  - 3e du Tour de Rio
- 2001
  - Classement général de la Tobago Cycling Classic
  - 4e étape du Tour du Brabant flamand
  - 2e de la Coupe Marcel Indekeu
- 2002
  - Classement général de la Tobago Cycling Classic
- 2003
  -  Champion de Trinité-et-Tobago sur route
  - Tobago Cycling Classic :
    - Classement général
    - 4e et 5e étapes
- 2004
  - 5e étape de l'International Cycling Classic
  - 2e étape de la Tobago Cycling Classic
  - 2e de l'Athens Twilight Criterium
  - 3e de l'International Cycling Classic
  - 3e de la Tobago Cycling Classic
- 2005
  - 2e étape de la Joe Martin Stage Race
- 2006
  -  Champion de Trinité-et-Tobago sur route
  - 5e étape de la Tobago Cycling Classic
  - 2e de la Tobago Cycling Classic
- 2007
  -  Médaillé d'argent de la course en ligne aux Jeux panaméricains
- 2008
  - 5e étape de la Tobago Cycling Classic
  - 3e de la Tobago Cycling Classic
- 2009
  - 1re et 2e étapes du Tour de Grandview
  - Clásico San Antonio de Padua
  - 2e de la Carolina Cup
- 2010
  -  Médaillé d'argent de la course en ligne aux Jeux d'Amérique centrale et des Caraïbes
  - 3e du Madeira Criterium
- 2011
  -  Champion de Trinité-et-Tobago sur route
- 2012
  - 3e étape du Tour de Trinité-et-Tobago
  - 2e de la Harlem Skyscraper Classic
  - 3e de l'Athens Twilight Criterium
- 2013
  -  Champion de Trinité-et-Tobago sur route
  -  Champion de Trinité-et-Tobago du contre-la-montre
  - Tour de Québec :
    - Classement général
    - 1re, 2e et 4e étapes

  - Tour de Trinité-et-Tobago :
    - Classement général
    - 2e étape

  - 2e du championnat de Trinité-et-Tobago du critérium
  -  Médaillé d'argent au championnat des Caraïbes sur route
- 2014
  -  Médaillé d'argent au championnat des Caraïbes sur route
- 2016
  - 2e étape de The Race at Renaissance
- 2017
  - Championnat des États-Unis masters (40-44 ans)
- 2018
  - 2e étape de la Pensacola Classic
- 2019
  -  Champion de Trinité-et-Tobago du critérium
  - Brooks Road Race

## Classements mondiaux
| Année            | 2006 | 2007 | 2008 | 2009 | 2010 | 2011 | 2012 | 2013 | 2014 | 2015 |
| ---------------- | ---- | ---- | ---- | ---- | ---- | ---- | ---- | ---- | ---- | ---- |
| UCI America Tour | 184e | 249e | 364e | 374e |      |      |      |      |      | 406e |